# Piramida Unisa

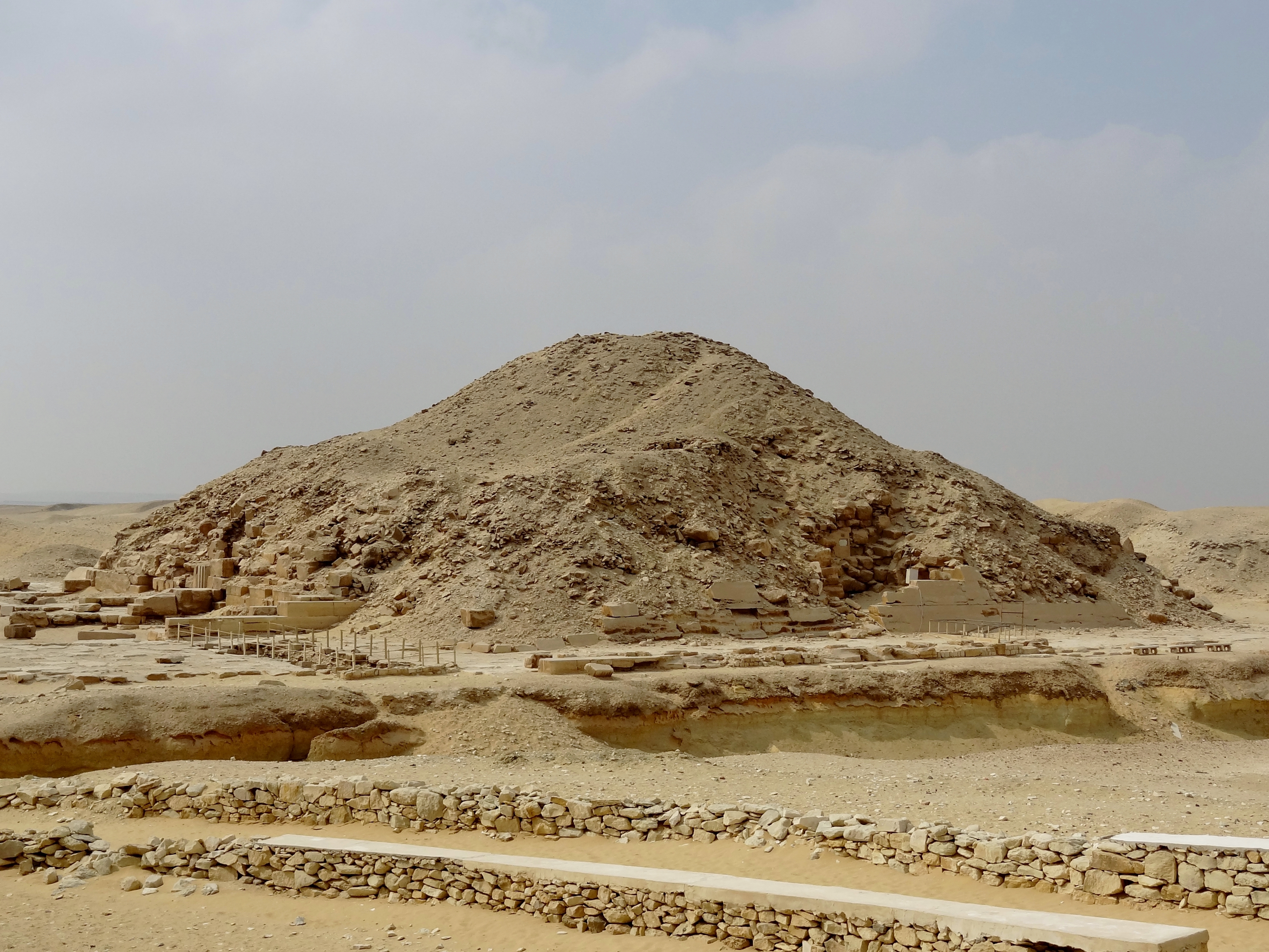
Piramida Unisa – widok współczesny

Piramida Unisa – piramida władcy starożytnego Egiptu, Unisa, ostatniego z władców V dynastii. Położona jest w nekropolii w Sakkarze.

## Nazwa Piramidy
|             |     |     |
| \| \| \| \| |     |     |
|             |     |     |
| E34 · N35   | M17 | S29 |

| E34 · N35 | M17 | S29 |

|             |     |     |
| \| \| \| \| |     |     |
|             |     |     |
| E34 · N35   | M17 | S29 |

| E34 · N35 | M17 | S29 |

| F35 | Q1 | Q1 | Q1 | O24 |

Nefer-sut-Unis – „Piękne są miejsca Unisa”

## Kompleks grobowy

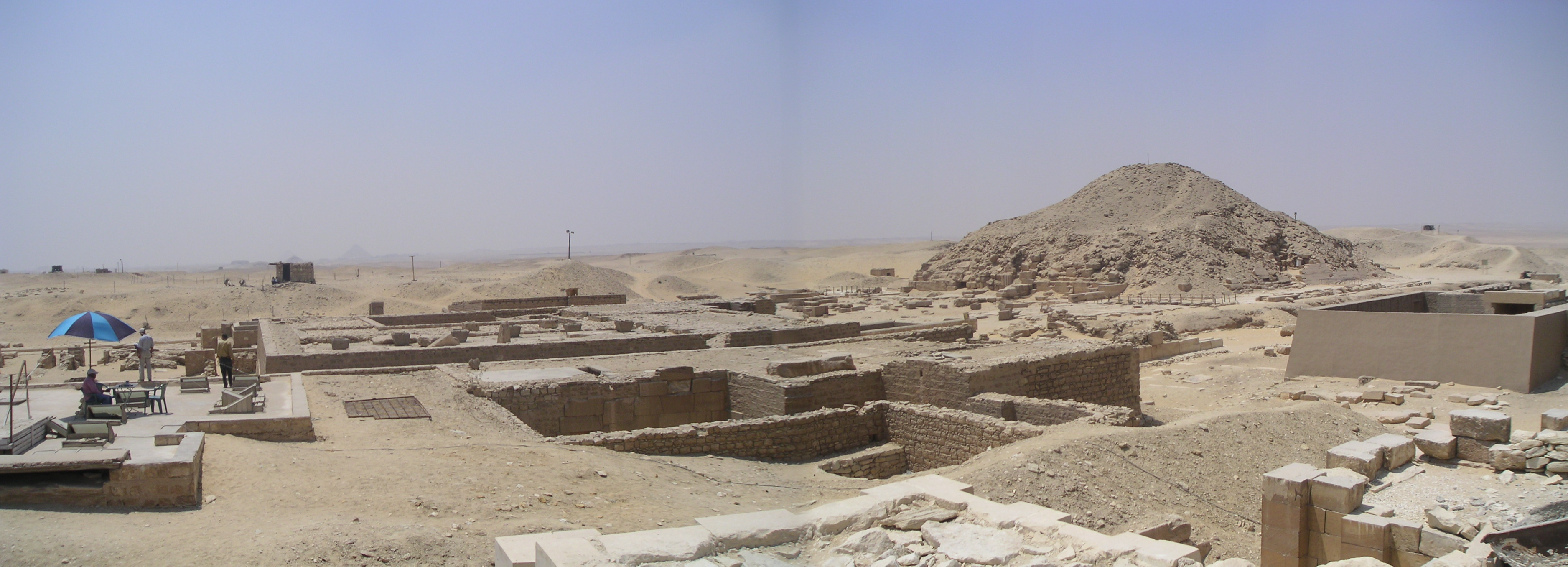
Panorama kompleksu grobowego Unisa

Cały kompleks grobowy Unisa składa się (typowo dla tego okresu) ze:
- świątyni dolnej
- wstępującej drogi procesyjnej (rampy)
- świątyni grobowej (górnej)
- małej piramidy kultowej, położonej w południowo-wschodniej części kompleksu, oraz
- piramidy właściwej

## Wymiary i konstrukcja piramidy

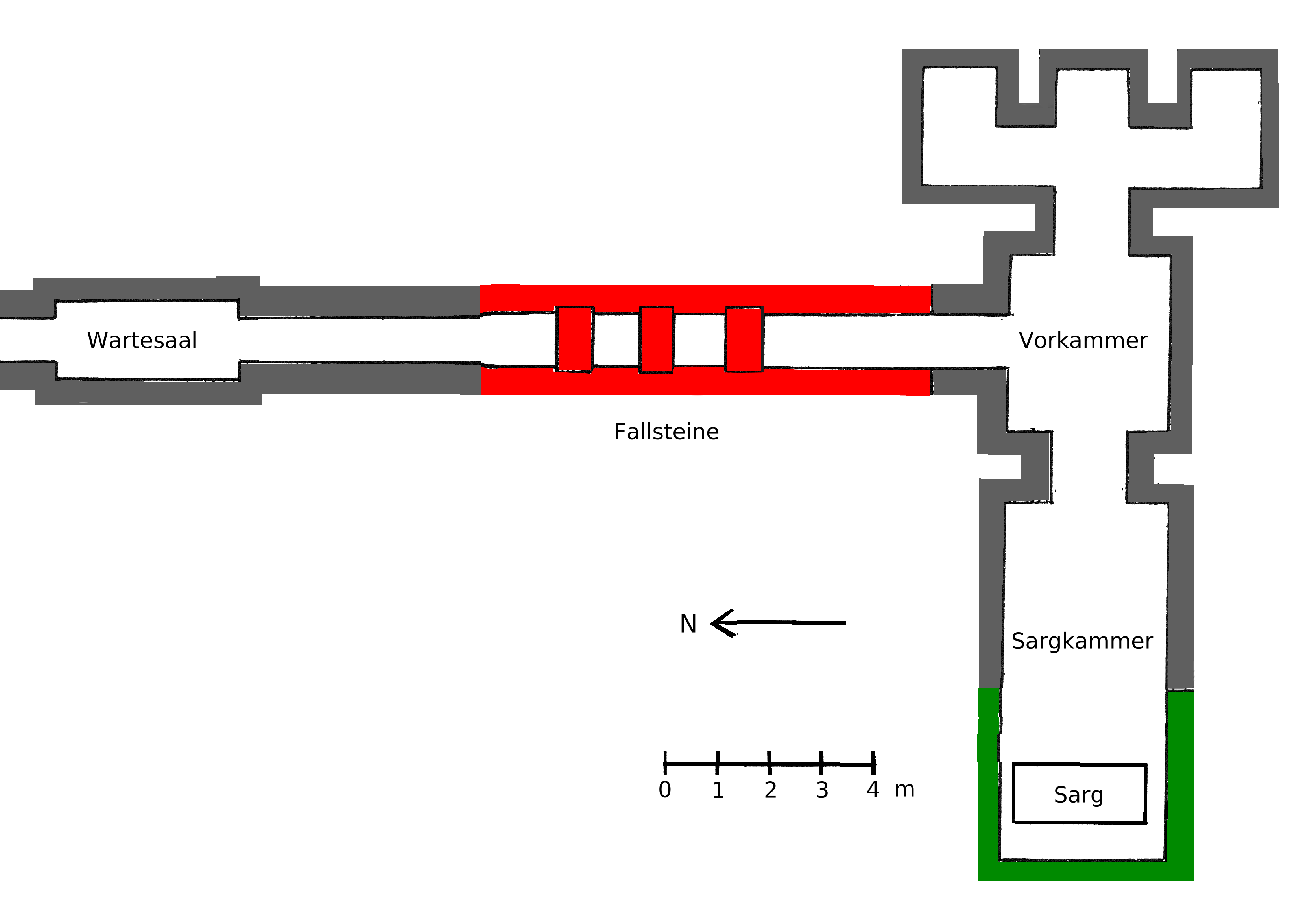
Plan części wewnętrznej piramidy Unisa

Piramida Unisa jest najmniejszą spośród sakkaryjskich piramid, a nawet wszystkich piramid władców Starego Państwa. Jej pierwotna wysokość wynosiła około 42–43 m, długość boku jej kwadratowej podstawy – 57 m, a kąt nachylenia 56°. Współcześnie jej wysokość wynosi tylko ok. 19–20 m. Wejście do niej jest w ścianie północnej. Od wejścia schodzi w dół korytarz o długości 14,4 m docierający do komory przechodniej, który następnie biegnie poziomo na odcinku 14,1 m (na tym odcinku 3 zapadnie) i kończy się przedsionkiem o wymiarach 3,8 × 3,1 m. Z przedsionka można wyjść w kierunku wschodnim do magazynu, w zachodnim zaś do komory grobowej. Komora grobowa ma wymiary 3,1 × 7,3 m oraz posiada obłożenie alabastrowe i dwuspadowy strop ozdobiony gwiazdami. Pod tylną ścianą komory grobowej znajduje się czarny, bazaltowy sarkofag. Był pusty, gdy go odkryto. Na zewnątrz piramidy zachowały się fragmenty okładziny z białego wapienia.
Cały zespół grobowy został odnowiony jeszcze w starożytności za czasów Ramzesa II przez księcia Chaemuaseta, syna władcy. Imię Unisa zostało utrwalone wówczas stosowną inskrypcją na zewnątrz piramidy. Obecnie cały kompleks jest mocno zniszczony.

## Świątynia grobowa
Świątynia grobowa górna znajduje się po wschodniej stronie piramidy. Ozdobiona jest reliefami. Składa się z westybulu, otwartego dziedzińca z kolumnami o kapitelach palmowych, poprzecznie przebiegającego korytarza i właściwej świątyni kultu pośmiertnego. Świątynia kultu pośmiertnego obejmuje pomieszczenie z niszami, przedsionek, salę kultu pośmiertnego i magazyny.

## Rampa
Zadaszona rampa ma długość 666 m i łączy świątynię górną z dolną. Ozdobiona jest reliefami, m.in. scenami przedstawiającymi składanie ofiar z egzotycznych zwierząt i scenami z życia rzemieślników. Część z tych reliefów zachowała się do czasów współczesnych.

## Znaczenie piramidy Unisa
Piramida Unisa była pierwszą, w której umieszczono na ścianach przedsionka i komory grobowej hieroglificzne inskrypcje, zwane obecnie Tekstami Piramid. Odkrył je Gaston Maspero, najpierw w piramidzie Merenre I, a później, w 1881 r. w piramidach Tetiego, Unisa, Pepiego I i Pepiego II (w języku polskim tłumaczenie tych tekstów wydane przez wyd. Amoryka pt.: Teksty piramid z piramidy Unisa). On też jako pierwszy archeolog wszedł do wnętrza tej piramidy. Zwyczaj dekorowania ścian wewnątrz piramid władców, zapoczątkowany przez Unisa, utrzymał się do czasów VIII dynastii.